# Gerichtsbezirk Borgo
Der Gerichtsbezirk Borgo (deutsch Burgen) war ein dem Bezirksgericht Borgo unterstehender Gerichtsbezirk in der Gefürsteten Grafschaft Tirol. Der Gerichtsbezirk im Trentino gehörte zum Bezirk Borgo.
Nach dem Ersten Weltkrieg musste Österreich den gesamten Gerichtsbezirk an Italien abtreten.

## Geschichte
Der Gerichtsbezirk Borgo wurde durch eine 1849 beschlossene Kundmachung der Landes-Gerichts-Einführungs-Kommission geschaffen und umfasste ursprünglich die neun Gemeinden Borgo, Carzano, Castelnuovo,  Novaledo, Roncegno, Ronchi, Telve, Telve di sopra und Torcegno.
Der Gerichtsbezirk Borgo bildete im Zuge der Trennung der politischen von der judikativen Verwaltung
ab 1868 gemeinsam mit dem Gerichtsbezirken Levico und Strigno den Bezirk Borgo.
Der Gerichtsbezirk Borgo wies 1869 eine Bevölkerung von 15.840 Personen auf.
1910 wurden für den Gerichtsbezirk 14.754 Personen ausgewiesen, von denen 284 Deutsch (1,9 %) und 14.292 Italienisch oder Ladinisch (96,9 %) als Umgangssprache angaben. Die deutschsprachige Minderheit lebte dabei fast ausschließlich in Borgo.
Durch die Grenzbestimmungen des am 10. September 1919 abgeschlossenen Vertrages von Saint-Germain wurde der Gerichtsbezirk Borgo zur Gänze Italien zugeschlagen.

## Gerichtssprengel
Der Gerichtssprengel umfasste 1910 die neun Gemeinden Borgo, Carzano, Castelnuovo, Novaledo, Roncegno, Ronchi, Telve, Telve di sopra und Torcegno.